# Rojîșce
Rojîșce (în ucraineană Рожище) este orașul raional de reședință al raionului Rojîșce din regiunea Volînia, Ucraina. În afara localității principale, nu cuprinde și alte sate.

## Demografie
Componența lingvistică a orașului Rojîșce
     Ucraineană (98,49%)
     Rusă (1,35%)
     Alte limbi (0,1%)
Conform recensământului din 2001, majoritatea populației orașului Rojîșce era vorbitoare de ucraineană (98,49%), existând în minoritate și vorbitori de rusă (1,35%).